# Kambarskij rajon
Il Kambarskij rajon (in russo Камбарский район?, in lingua udmurta Камбарка ёрос) è un municipal'nyj rajon della Repubblica Autonoma dell'Udmurtia, in Russia. Istituito il 23 gennaio 1924, occupa una superficie di circa 672,62 chilometri quadrati, ha come capoluogo Kambarka e una popolazione di 16 114 abitanti.